# Superdry
Superdry plc è un'azienda che produce e vende al dettaglio abbigliamento ed accessori, proprietaria del noto brand Superdry che fonde lo stile vintage americano e l'eleganza inglese con la grafica giapponese.
La società è quotata alla Borsa di Londra.

## Storia

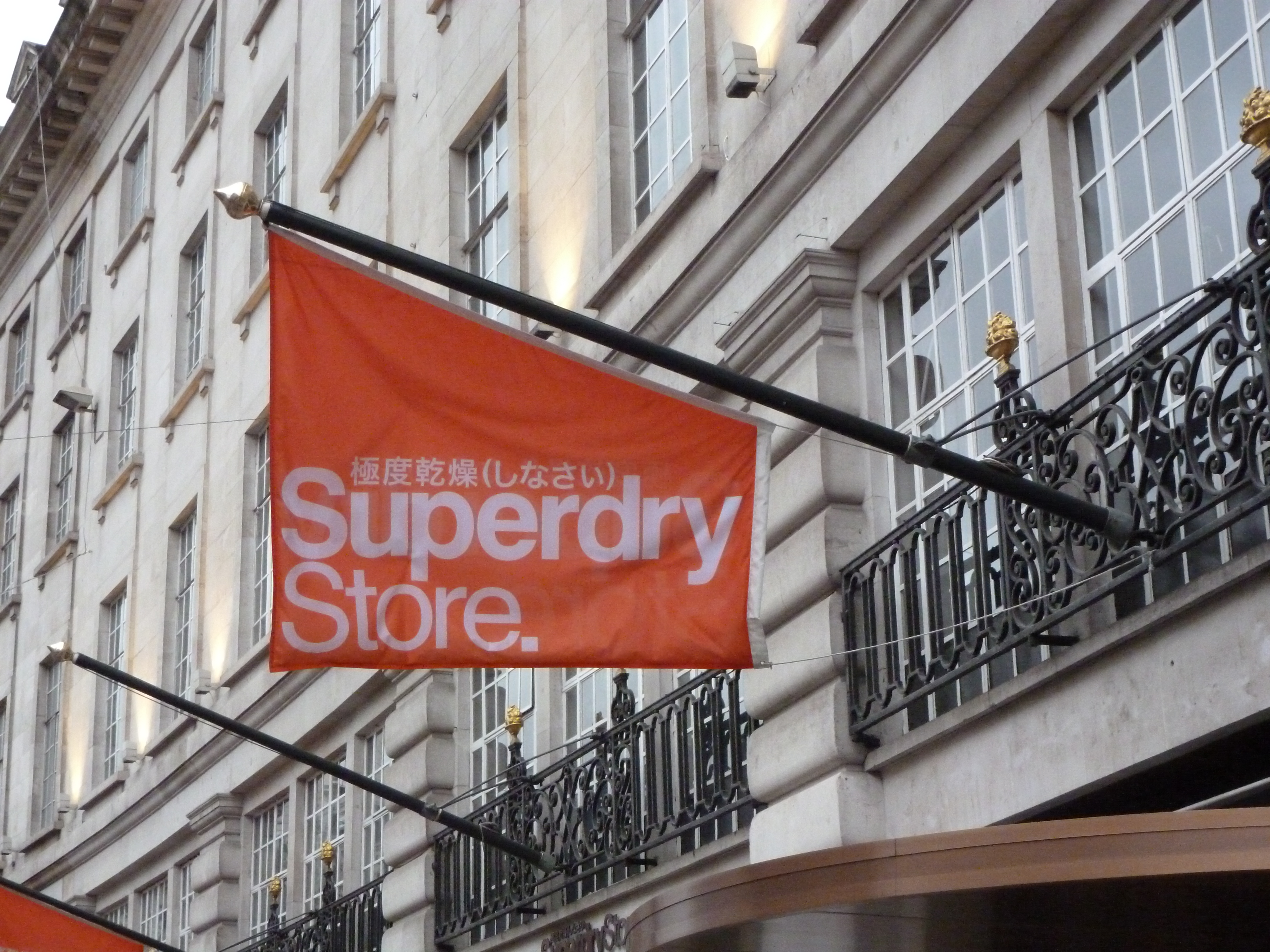
Bandiera al di sopra un negozio Superdry a Regent Street in Londra

Originariamente nota come Cult Clothing, l'azienda fu fondata da Ian Hibbs e Julian Dunkerton a Cheltenham nel 1985. La fama del brand si espanse negli anni novanta, durante i quali vennero aperti numerosissimi punti vendita in tutto il Regno Unito: a Oxford e Cambridge ma anche in Scozia (Edimburgo) ed Irlanda del Nord (Belfast). Il primo store sotto l'effigie di Superdry, invece, venne aperto a Covent Garden a Londra nel 2004.
L'8 gennaio 2018 SuperGroup plc sostituì la sua denominazione in Superdry plc.
Oggi il marchio Superdry, grazie ad una capillare catena di punti vendita, vende i propri prodotti in più di 40 nazioni situate in Europa, America, Medio Oriente, Australia ed Asia.

## Immagine

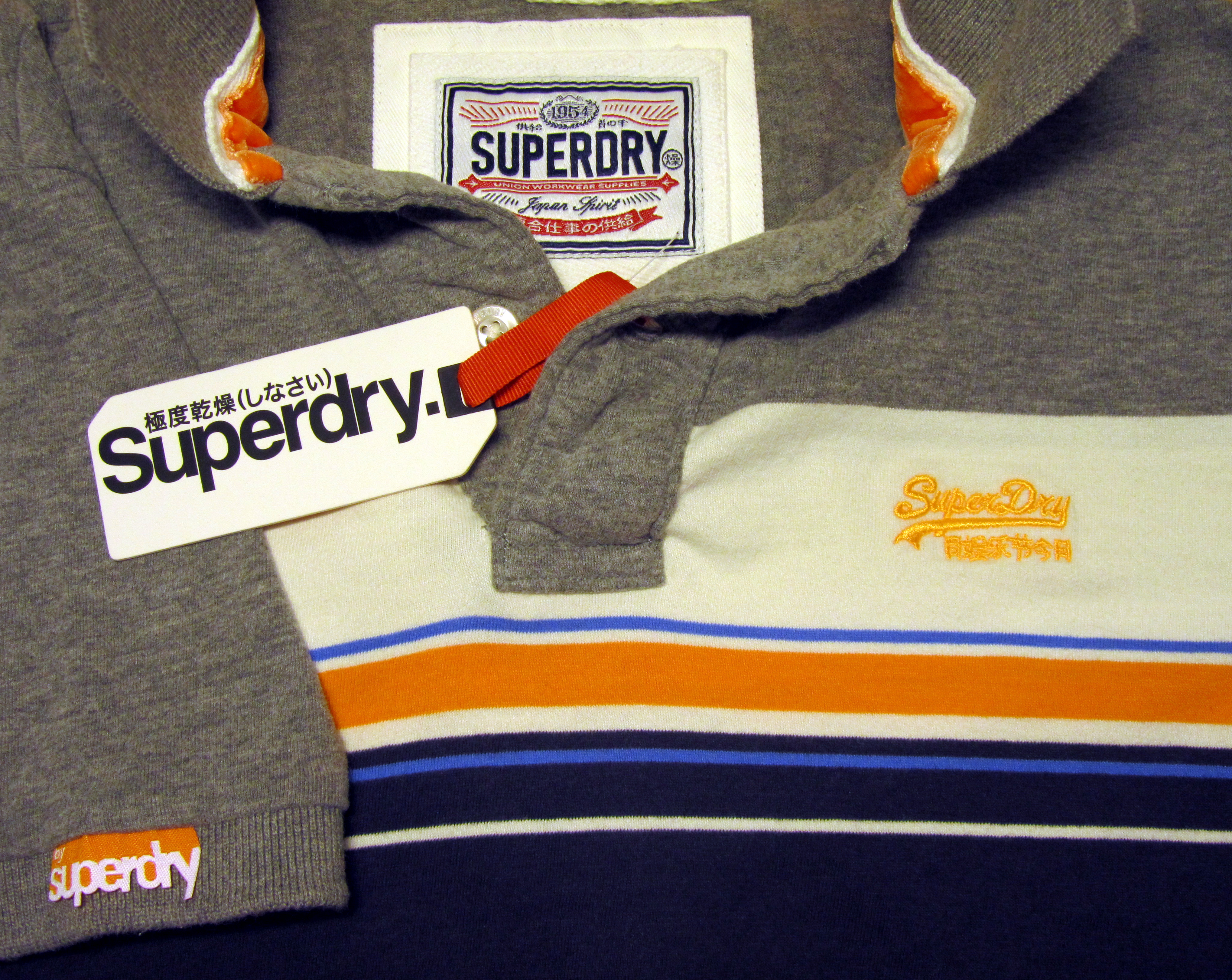
Polo di Superdry, con varie versioni del logo

Superdry non pubblicizza intensamente i propri prodotti e non coinvolge celebrità e personaggi influenti per le sporadiche campagne pubblicitarie. Ciononostante il prodotto maggiormente venduto della compagnia, il Brad leather jacket (un giubbotto di pelle), ottenne un boom di vendite proprio grazie al noto calciatore David Beckham che lo indossò nel 2007.
I prodotti di Superdry, inoltre, includono spesso ideogrammi giapponesi decorativi, volti ad aumentare l'appeal della marca. Tuttavia, il testo giapponese è generato da un traduttore automatico e non ha senso, come svelato dalla compagnia nel 2011.